# Vecchia città II
Vecchia città II è un dipinto a olio su tela di 52×78,5 cm realizzato nel 1902 dal pittore Vasily Kandinsky. È conservato nel Centre Pompidou di Parigi.
Questo dipinto fa parte del periodo impressionista del pittore.